# Xylographus scheerpeltzi
Xylographus scheerpeltzi is een keversoort uit de familie houtzwamkevers (Ciidae). De wetenschappelijke naam van de soort werd in 1956 gepubliceerd door Nobuchi & Wada.